# Умм-эн-Намил
Умм-эн-Намил (Джазират-Умм-эн-Намаль, араб. جزيرة ام النم‎) — необитаемый остров площадью 0,569 квадратного километра в 600 метрах от материка, в заливе Кувейт в Персидском заливе. Остров принадлежит Кувейту и является пятым по размеру островом страны после Бубияна, Файлаки, Варбы и Маскана. Это среда обитания для разнообразных морских существ, таких как крабы, креветки и рыбы, а также место гнездования для больших стай птиц. На островах Умм-эн-Намил и Файлака найдены остатки фрагментов древних кораблей раннедильмунского, касситского, эллинистического и раннеисламского периодов. Это пластины битума из центрального (зона разлома от Хита до Абу-Джира) и северного (окрестности Мосула) Ирака. Один из фрагментов — из Большого Бургана. На острове встречаются следы былой высокой городской культуры. В северо-восточной части острова расположен маяк на солнечной батарее, представляющий собой 16-метровую башню квадратного сечения с металлическим каркасом. Фокальная плоскость расположена на высоте 17 метров. Маяк даёт одну белую вспышку каждые 10 секунд. Маяк обозначает проход к порту Эль-Джахра в западной части залива Кувейт.